# Kafrajja al-Ma’arra
Kafrajja al-Ma’arra (arab. كفريا المعرة) – wieś w Syrii, w muhafazie Idlib. W 2004 roku liczyła 906 mieszkańców.